# Classe Colossus (couraçados)
O Classe Colossus foi uma classe de couraçados operada pela Marinha Real Britânica, composta pelo HMS Colossus e HMS Hercules. Suas construções começaram em julho de 1909 nos estaleiros da Scotts Shipbuilding and Engineering Company e Palmers Shipbuilding and Iron Company, sendo lançados ao mar em 1910 e comissionados na frota britânica em 1911. O projeto da classe era em essência uma repetição do predecessor HMS Neptune, com apenas algumas pequenas mudanças, incluindo redistribuição de blindagem de locais não expostos a disparos inimigos para aqueles considerados mais vulneráveis e instalação de novos e maiores tubos de torpedo de 533 milímetros.
Os couraçados da Classe Colossus eram armados com uma bateria principal de dez canhões de 305 milímetros montados em cinco torres de artilharia duplas. Tinham um comprimento de fora a fora de 166 metros, boca de 26 metros, calado de oito metros e um deslocamento carregado de mais de 23 mil toneladas. Seus sistemas de propulsão eram compostos por dezoito caldeiras mistas de carvão e óleo combustível que alimentavam dois conjuntos de turbinas a vapor, que por sua vez giravam quatro hélices até uma velocidade máxima de 21 nós (39 quilômetros por hora). Os navios também tinham um cinturão principal de blindagem que ficava entre 203 e 279 milímetros de espessura.
Os três tiveram carreiras tranquilas em tempos de paz na Frota Doméstica. Após o início da Primeira Guerra Mundial em 1914 atuaram na Grande Frota, porém pouco fizeram e passaram a maior parte do tempo realizando treinamentos no Mar do Norte e surtidas para tentar encontrar a Frota de Alto-Mar alemã. A única ação de suas carreiras foi a Batalha da Jutlândia em 1916. Depois disso realizaram mais surtidas infrutíferas à procura dos alemães. Ambos foram considerados obsoletos ao final do conflito em 1918 e colocados na reserva no ano seguinte. O Hercules foi desmontado em 1921, já o Colossus foi brevemente usado como navio-escola e desmontado em 1928.